# 社日
社日（しゃにち）は、雑節の一つで、産土神（生まれた土地の守護神）を祀る日。春と秋にあり、春のものを春社（しゅんしゃ、はるしゃ）、秋のものを秋社（しゅうしゃ、あきしゃ）ともいう。古代中国に由来し、「社」とは土地の守護神、土の神を意味する。
春分または秋分に最も近い戊（つちのえ）の日が社日となる。ただし戊と戊のちょうど中間に春分日・秋分日が来る場合（つまり春分日・秋分日が癸（みずのと）の日となる場合）は、春分・秋分の瞬間が午前中ならば前の戊の日、午後ならば後の戊の日とする。またこのような場合は前の戊の日とする決め方もある。
この日は産土神に参拝し、春には五穀の種を供えて豊作を祈願し、秋にはその年の収獲に感謝する。また、春の社日に酒を呑むと耳が良くなるという風習があり、これを治聾酒（じろうしゅ）という。島根県安来市社日町などが地名として残っている。
| 年     | 春社    | 秋社    |
| ------ | ------- | ------- |
| 2011年 | 3月24日 | 9月20日 |
| 2012年 | 3月18日 | 9月24日 |
| 2013年 | 3月23日 | 9月19日 |
| 2014年 | 3月18日 | 9月24日 |
| 2015年 | 3月23日 | 9月19日 |
| 2016年 | 3月17日 | 9月23日 |
| 2017年 | 3月22日 | 9月18日 |
| 2018年 | 3月17日 | 9月23日 |
| 2019年 | 3月22日 | 9月18日 |
| 2020年 | 3月16日 | 9月22日 |
| 2021年 | 3月21日 | 9月27日 |
| 2022年 | 3月16日 | 9月22日 |
| 2023年 | 3月21日 | 9月27日 |
| 2024年 | 3月15日 | 9月21日 |
| 2025年 | 3月20日 | 9月26日 |